# Чемпионат СССР по шахматам среди женщин
Чемпионаты СССР по шахматам среди женщин проводились 1927 года, с 1946 им предшествовали отборочные соревнования. До 1945 состоялось пять чемпионатов, с 1945 года чемпионаты проводились ежегодно. Финальный турнира разыгрывался по круговой системе при 16—20 участницах; 1967 году по швейцарской системе при 74 участницах. В 1979/1980 чемпионаты проводились в 2 лигах — в высшей, где победительнице присваивалось звание чемпионки СССР, и в первой, где борьба велась за право перехода в высшую лигу. В ряде чемпионатов число участниц финального турнира не соответствовало числу победителей отборочных соревнований (некоторые финалистки выбывали по болезни и по другим причинам).
Всего состоялся 51 чемпионат (1927—1991), 9 из них являлись одновременно зональными турнирами ФИДЕ к первенству мира (1951, 1954, 1957, 1960, 1963, 1966, 1969, 1972 и 1975). Чемпионаты проводили 27 городов: Тбилиси (7 раз), Москва (6), Киев и Рига (по 3), Алма-Ата, Бельцы, Вильнюс, Ереван, Ленинград, Ростов-на-Дону, Сочи, Львов и Фрунзе (по 2), Ашхабад, Баку, Волжский, Гори, Днепропетровск, Ивано-Франковск, Краснодар, Липецк, Николаев, Сухуми, Таллин, Тольятти, Харьков и Подольск (по 1). 42 чемпионатов выявили единоличную победительницу, в 9 происходил делёж первых мест. В 3 чемпионатах (1978, 1981 и 1984) звание чемпионки присваивалось обеим победительницам, в 6 для определения чемпионки проводился дополнительный матч. 
Звание чемпионки СССР завоевали 25 шахматисток (1927—1991), среди них представительницы 10 городов — Москвы (6), Ленинграда (5), Тбилиси (4), Баку, Киева, Львова, Минска, Пятигорска, Таллина, Фрунзе (по 1). Наибольшее число раз чемпионкой СССР становились: О. Рубцова, В. Борисенко и Н. Гаприндашвили (по 5), Н. Иоселиани и И. Левитина (по 4), Н. Александрия, Е. Быкова и Л. Вольперт (по 3). Чаще других в финальном турнире чемпионата СССР участвовали В. Борисенко (24 раза), Т. Затуловская (23), К. Зворыкина (21), О. Рубцова (20).

## Хронологическая таблица
| №  | Год       | Город           | Чемпионка                     | Результат |
| -- | --------- | --------------- | ----------------------------- | --------- |
| 1  | 1927      | Москва          | О. Рубцова                    | 8½ из 10  |
| 2  | 1931      | Москва          | О. Рубцова                    | 7½ из 8   |
| 3  | 1934/1935 | Ленинград       | О. Рубцова                    | 7 из 9    |
| 4  | 1936      | Ленинград       | О. Семёнова-Тян-Шанская       | 9½ из 11  |
| 5  | 1937      | Ростов-на-Дону  | О. Рубцова                    | 12½ из 15 |
| 6  | 1945      | Москва          | В. Борисенко                  | 7½ из 9   |
| 7  | 1946/1947 | Москва          | Е. Быкова                     | 14 из 17  |
| 8  | 1947/1948 | Москва          | Е. Быкова                     | 12 из 15  |
| 9  | 1948/1949 | Москва          | О. Рубцова                    | 13 из 17  |
| 10 | 1950      | Рига            | Е. Быкова                     | 12½ из 15 |
| 11 | 1951      | Киев            | К. Зворыкина                  | 11½ из 17 |
| 12 | 1952      | Тбилиси         | Л. Руденко                    | 13 из 17  |
| 13 | 1953      | Ростов-на-Дону  | К. Зворыкина                  | 13 из 17  |
| 14 | 1954      | Краснодар       | Л. Вольперт                   | 14 из 19  |
| 15 | 1955      | Сухуми          | В. Борисенко                  | 13½ из 19 |
| 16 | 1956      | Днепропетровск  | К. Зворыкина                  | 13½ из 17 |
| 17 | 1957      | Вильнюс         | В. Борисенко                  | 13 из 17  |
| 18 | 1958      | Харьков         | Л. Вольперт                   | 14 из 20  |
| 19 | 1959      | Липецк          | Л. Вольперт                   | 12 из 18  |
| 20 | 1960      | Рига            | В. Борисенко                  | 13 из 18  |
| 21 | 1962      | Ереван          | В. Борисенко                  | 13½ из 19 |
| 22 | 1962      | Рига            | Т. Затуловская                | 13 из 19  |
| 23 | 1963      | Баку            | М. Раннику                    | 14 из 19  |
| 24 | 1964      | Тбилиси         | Н. Гаприндашвили              | 15 из 19  |
| 25 | 1965      | Бельцы          | В. Козловская                 | 13½ из 19 |
| 26 | 1966      | Киев            | Н. Александрия                | 14 из 19  |
| 27 | 1967      | Сочи            | М. Раннику                    | 11 из 13  |
| 28 | 1968      | Ашхабад         | Н. Александрия                | 13½ из 19 |
| 29 | 1969      | Гори            | Н. Александрия                | 15 из 19  |
| 30 | 1970      | Бельцы          | А. Кушнир                     | 14 из 19  |
| 31 | 1971      | Сочи            | И. Левитина                   | 14 из 19  |
| 32 | 1972      | Тольятти        | М. Литинская                  | 12 из 19  |
| 33 | 1973/1974 | Тбилиси         | Н. Гаприндашвили              | 14 из 19  |
| 34 | 1974      | Тбилиси         | Е. Фаталибекова               | 14 из 18  |
| 35 | 1975      | Фрунзе          | Л. Белавенец                  | 10 из 16  |
| 36 | 1976      | Тбилиси         | А. Ахшарумова                 | 12½ из 17 |
| 37 | 1977      | Львов           | М. Чибурданидзе               | 13 из 17  |
| 38 | 1978      | Николаев        | И. Левитина Л. Семёнова       | 12½ из 17 |
| 39 | 1979      | Тбилиси         | И. Левитина                   | 12½ из 17 |
| 40 | 1980/1981 | Алма-Ата        | И. Левитина                   | 12 из 15  |
| 41 | 1981      | Ивано-Франковск | Н. Гаприндашвили Н. Иоселиани | 12 из 17  |
| 42 | 1982      | Таллин          | Н. Иоселиани                  | 12 из 17  |
| 43 | 1983      | Вильнюс         | Н. Гаприндашвили              | 12½ из 17 |
| 44 | 1984      | Киев            | А. Ахшарумова С. Матвеева     | 9½ из 15  |
| 45 | 1985      | Ереван          | Н. Гаприндашвили              | 12½ из 17 |
| 46 | 1986      | Фрунзе          | Н. Иоселиани                  | 11½ из 17 |
| 47 | 1987      | Тбилиси         | Н. Иоселиани                  | 14½ из 19 |
| 48 | 1988      | Алма-Ата        | Ю. Дёмина                     | 12 из 17  |
| 49 | 1989      | Волжский        | И. Челушкина                  | 11½ из 17 |
| 50 | 1990      | Подольск        | К. Арахамия                   | 13 из 17  |
| 51 | 1991      | Львов           | С. Матвеева                   | 13½ из 17 |